# Сони Оупън Тенис 2013
Сони Оупън Тенис 2013 е 29-ото издание на Сони Оупън Тенис. Турнирът е част от категория „Висши“ на WTA Тур 2013 и ATP Световен Тур 2013. Провежда се в американския град Маями от 18 до 31 март.